# Boliviela retrorsa
Boliviela retrorsa är en insektsart som beskrevs av Nielson 1982. Boliviela retrorsa ingår i släktet Boliviela och familjen dvärgstritar. Inga underarter finns listade i Catalogue of Life.